# Regione di Saint-Louis
La regione di Saint-Louis è una regione amministrativa del Senegal, con capoluogo Saint-Louis.
Si estende nella sezione settentrionale del Senegal, lungo il confine con la Mauritania, sulla sinistra idrografica del fiume Senegal. È costituita per la maggior parte da un vasto bassopiano arido, dal clima semidesertico con una breve stagione piovosa estiva. La savana occupa la maggior parte del territorio; nelle zone irrigue lungo il corso del fiume Senegal vaste aree sono state acquisite all'agricoltura.
Il principale centro urbano è il capoluogo Saint-Louis (179.000 abitanti); altri centri di qualche rilievo sono Richard Toll (51.000 ab.), Dagana (20.000), Ndioum (15.000), Podor (11.000), Rosso (10.500), Golléré (6.000).

## Suddivisioni
La regione è divisa in: 3 dipartimenti (elencati), 7 arrondissement e 19 comuni.
- Dagana
- Podor
- Saint-Louis